# Francesc Romaguera i Batlle
Francesc Romaguera i Batlle (la Bisbal d'Empordà, 19 de setembre de 1647 - la Bisbal d'Empordà, 26 de novembre de 1694) fou un jurisconsult i advocat a Girona. Va escriure Constitutiones synodales diocesis Gerundensis (Girona, 1691) sota el patrocini del bisbe Miquel Pontich, obra que recopilava lleis, decrets i estatuts del bisbat de Girona, que tenia recollits de diversos autors. També edità i feu imprimir a Girona l'obra Statuta civitatis Eugubij del jurista italià Antonio Concioli, edició amb anotacions del mateix Romaguera.
La Biblioteca de Fons Antic de la Universitat de Barcelona conserva diverses obres que van formar part de la biblioteca personal de Romaguera.